# 伊豆山神社 (大仙市)
伊豆山神社（いづさんじんじゃ）は、秋田県大仙市にある神社。

## 歴史
延暦年間(782年〜806年)、坂上田村麻呂による「東夷征討」の折、伊豆山に立寄り四神相応奇特の霊場と夷賊平定を祈願。その後夷賊平定の報賽として社殿を造営し積羽八重言代主神を祀り不老山神社と称し大同二年(807年)6月15日鎮座祭が執行された。
神社創建の由緒には他に一説、霊亀二年(716年)7月17日泣澤女神を御祭神として創建され、延暦年間坂上田村麻呂が夷賊平定を祈願、その祈願成就の報賽と大同二年、社殿、狛犬等を寄進したという説がある。
創建後、高関郷の産土神として人々に崇敬され、特に雄物川の舟運に携わる人々、並びに戸澤氏を始め武家にも崇敬された。
不老山神社から伊豆山神社に改称したのは天正年間(1573年～1591年)のことである。
社殿は明治元年焼失し、明治12年に再建されたのが現社殿である。明治6年村社とされ、明治42年神饌幣帛料供進神社に指定される。
大正元年神明社、榊神社、瀧宮神社、愛宕神社を合併した。
大正5年瀧宮神社跡地に里宮拝殿が建立された。

## 祭事

### 川を渡る梵天
毎年2月17日に開催されており、「伊豆山神社の川を渡る梵天」として1999年（平成11年）3月31日に大仙市指定文化財に指定されている。
梵天の奉納先である伊豆山神社が雄物川を挟んで対岸にあるため、渡し舟に乗って梵天を奉納しに行くのが特徴的。1977年（昭和52年）に大曲大橋が完成し、その1年後に渡し船は無くなっているが、昔の名残として今でも川を渡し船で渡って梵天を奉納している。渡し船は幅の広い馬船が用いられる。参道は杉に囲まれた急勾配なもので、社殿前の境内では梵天の揉み合いが繰り広げられながら奉納がされる。
行事の起源は、花館村など6村の肝入りであった斎藤勘左衛門が、村の若者の精神と身体を鍛えるために梵天上げを推奨したこととされている。

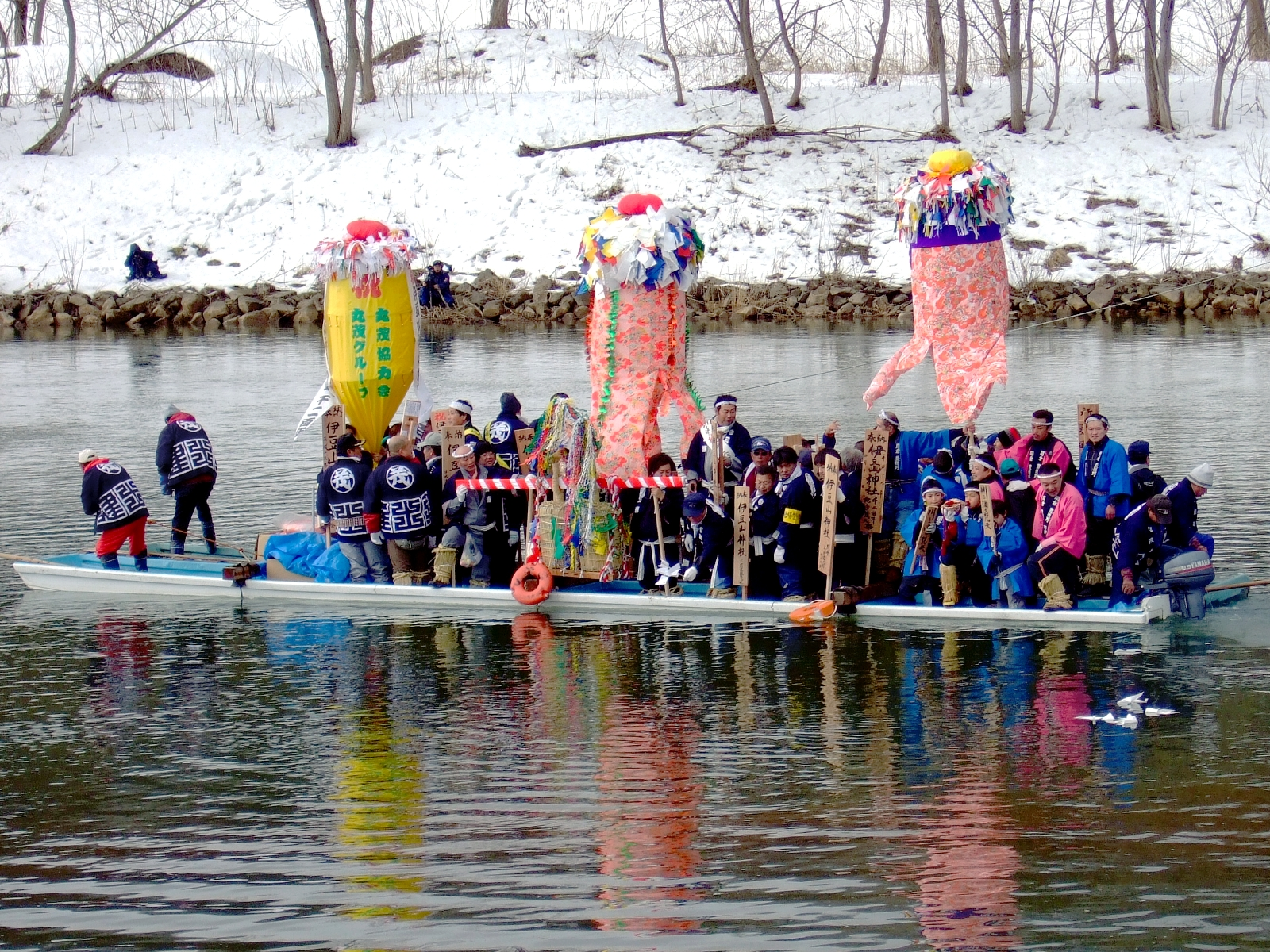
雄物川を渡し船で横断する様子

## 祭神
十三座の神を祀っているが、大正元年に神明社、榊神社、瀧宮神社、愛宕神社が合祀されたため多くなっている。主祭神は、積羽八重言代主神である。
- 積羽八重言代主神
- 泣澤女神
- 高皇産霊神
- 天照皇大神
- 豊受媛神
- 伊邪那伎神
- 伊邪那美神
- 天之水分神
- 国之水分神
- 大物主神
- 火産霊神
- 菅原大神

## 摂末社
伊豆山頂上の本宮境内に二社、里宮境内に一社が祀られている。

### 本宮
- 大国社 - 祭神大国主・恵比寿
- 白山社 - 祭神菊理媛尊

### 里宮
- 金刀比羅社 - 祭神大物主

近くを流れる雄物川は、鉄道が開通する前は船で物資を運ぶ大動脈だった。その船での輸送に携わる人達の守り神として祀った神社。毎年、旧暦3月9日に、祭りがおこなわれている。